# Зуи (Могилёвская область)
Зуи (бел. Зуі́) — деревня в Кричевском районе Могилёвской области Белоруссии в составе Бельского сельсовета.

## География
Находится в 111,5 километрах по дороге и в 87,9 километрах напрямую от областного центра — Могилёва. Находится в 4,13 километрах напрямую и в 46,7 километрах по дороге от границы России.
Находится на берегах рек Свинка и Сож. Рядом с деревней есть большой меловой карьер и небольшой пруд.

## История
27 сентября 2024 года Лобковичский сельсовет Кричевского района Могилёвской области переименован в сельсовет «Бельскі» (на русском языке – «Бельский»).

## Население

### Численность
- 2009 год — 176 жителей

### Динамика
- 2009 год — 176 жителей

## Инфраструктура
Деревня содержит более ста дворов на двух улицах и пяти посёлках. Имеется один магазин, принадлежащий Мстиславскому райпо. Около магазина располагается Пушкинский дом — одна из достопримечательностей деревни. В 50 метрах оттуда сделаны Зуёвская крыница. В деревне есть кладбище. На берегу реки Сож есть несколько пляжей, а также 2 места для отдыха со сценами.